# Мошкіно (Ветлузький район)
Мошкіно (рос. Мошкино) — присілок в Ветлузькому районі Нижньогородської області Російської Федерації.
Населення становить 203 особи. Входить до складу муніципального утворення Мошкинська сільрада.

## Історія
Від 2009 року входить до складу муніципального утворення Мошкинська сільрада.

## Населення
| 1897 | 1907 | 1916 | 1999 | 2002 | 2010 |
| ---- | ---- | ---- | ---- | ---- | ---- |
| 384  | ↗516 | ↗596 | ↘289 | ↘242 | ↘203 |